# Коробова, Прасковья Николаевна
Прасковья Николаевна Коробова - советский хозяйственный, государственный и политический деятель.

## Биография
Родилась в 1903 году в Москве. Член ВКП(б).
В 1915-1930 годах - работница текстильных предприятий в Москве.
С 1930 года - на хозяйственной, общественной и политической работе: партийный работник в городе Москве, секретарь Советского районного комитета ВКП(б) города Москвы, инструктор Отдела лёгкой промышленности ЦК ВКП(б), заведующая Сектором учебных заведений и научно-исследовательских учреждений Отдела лёгкой промышленности ЦК ВКП(б), председатель ЦК Профсоюза рабочих текстильной, лёгкой и пищевой промышленности СССР, промышленности товаров широкого потребления СССР, секретарь ВЦСПС, ответственный секретарь, член Комиссии по установлению персональных пенсий при СМ СССР.
Избиралась депутатом Верховного Совета РСФСР 4-го созыва.
Умерла в 1983 году в Москве.